# Ciénega Grande de Fátima
Ciénega Grande de Fátima är en ort i Mexiko.   Den ligger i kommunen Vicente Guerrero och delstaten Puebla, i den sydöstra delen av landet, 240 km sydost om huvudstaden Mexico City. Ciénega Grande de Fátima ligger 2 547 meter över havet och antalet invånare är 200.
Terrängen runt Ciénega Grande de Fátima är huvudsakligen kuperad, men söderut är den bergig. Ciénega Grande de Fátima ligger uppe på en höjd. Runt Ciénega Grande de Fátima är det ganska tätbefolkat, med 116 invånare per kvadratkilometer. Närmaste större samhälle är Ajalpan, 17,4 km väster om Ciénega Grande de Fátima. Omgivningarna runt Ciénega Grande de Fátima är en mosaik av jordbruksmark och naturlig växtlighet.